# Вена-89
Вена-89 — новосибирское правозащитное объединение, созданное в 1989 году. Одна из первых в городе неформальных организаций, заявивших о себе как о «сибирской правозащитной ассоциации».

## История
Организация была создана в феврале 1989 года на I конференции правозащитников, в которой приняли участие 10 человек.
Во II конференции численность участвующих увеличилось до 50 человек.
В августе 1989 года была организована III конференция, на которой были представлены Новосибирск, Бердск и ещё 10 сибирских городов.

## Структура
В структуре «Вены-89» были организованы 4 комитета (правозащитный, экологический, межнациональных отношений и свободы совести), а также Сибирское информационное агентство (СибИА) и библиотека самиздата.

## Издания организации
С апреля 1989 года «Вена-89» под редакцией Алексея Мананникова печатала еженедельный (с №3 стал ежемесячным) «Пресс-бюллетень СибИА», его объём составлял не более 11 страниц, а тираж колебался в пределах 100—15 тысяч экз., кроме того, издавался журнал «Советский телеграф» и одноимённая «библиотечка» (брошюры со статьями А. Солженицына, В. Солоухина и др.). С 24 июня 1989 года под начала выходить еженедельная газета «Сибирский курьер», редактором которой был Алексей Кретинин (всего 9 номеров).